# Ichthyophis bombayensis
Ichthyophis Ichthyophis bombayensis hay Ếch giun Bombay một loài ếch giun thuộc chi Ichthyophis, Họ Ếch giun. Đây là một loài động vật đặc hữu của Tây Bắc Ghats, Ấn Độ. Môi trường sinh sống của chúng ở các khu vực nhiệt đới và cận nhiệt đới, trong các ao hồ, sông, vùng ngập nước.
Các biến thể về tên gọi như sau:
- Ichthyophis malabarensis
- Ichthyophis peninsularis
- Ichthyophis subterrestris

## Hình ảnh

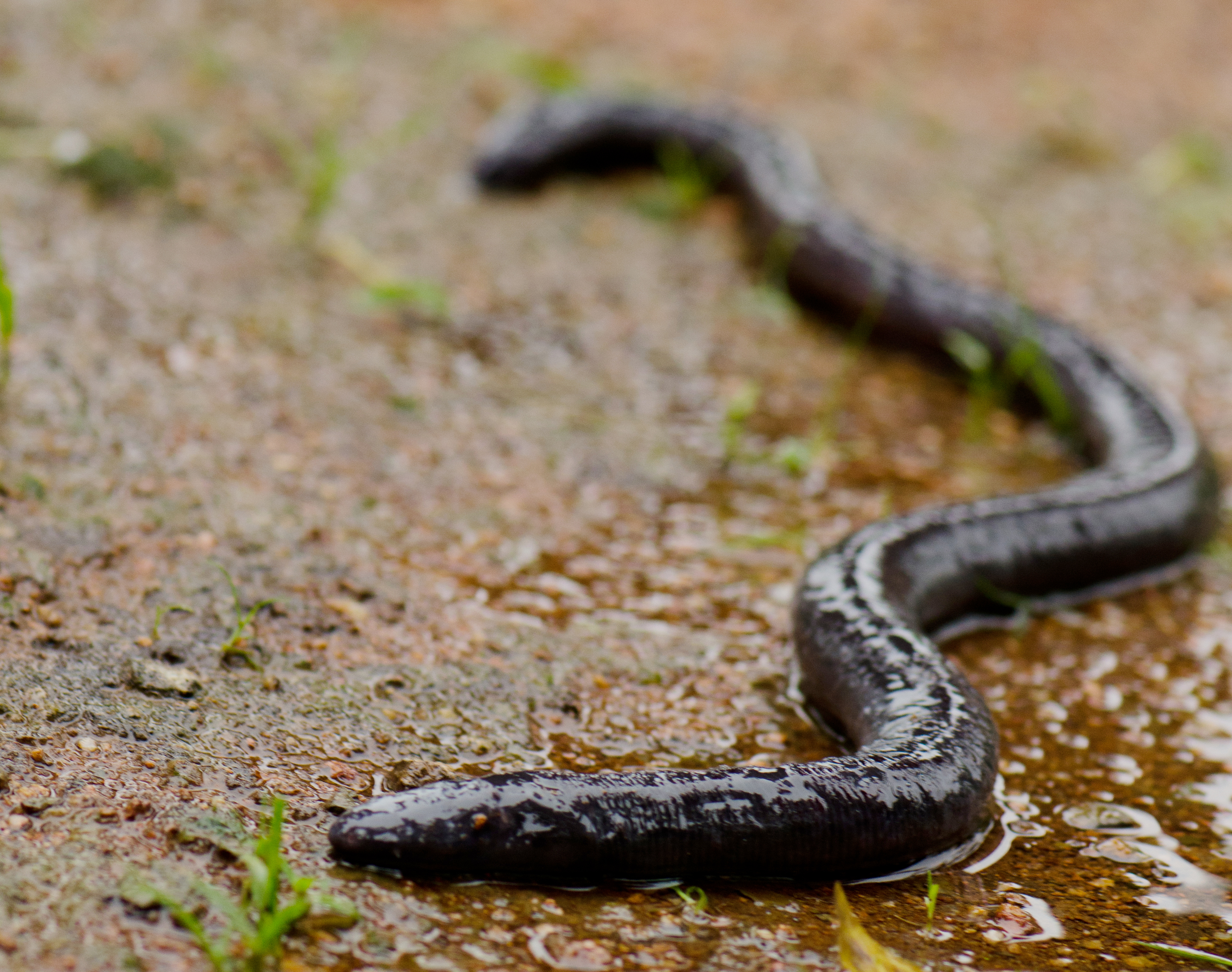